# 小厂乡 (梁河县)
小厂乡，是中华人民共和国云南省德宏傣族景颇族自治州梁河县下辖的一个乡镇级行政单位，乡人民政府驻地小厂村。

## 历史沿革
1961年4月15日，恢复梁河县制时，当地属大厂区。1972年7月15日，从大厂公社分出设小厂公社，辖友义、上瑞泉、勐竜3个大队。1981年，新增风吹坡、龙塘大队。1984年，恢复区乡制。1988年2月，梁河县推行区乡体制改革，当地改名为小厂乡。

## 地理
小厂乡位于梁河县东部，乡人民政府驻地小厂村，海拔2050米，土地总面积56.3平方公里。东接腾冲县新华乡，西邻勐养镇、大厂乡、九保阿昌族乡，北依曩宋阿昌族乡、平山乡。当地以汉族为主，少数民族中以阿昌族、傣族、景颇族、傈僳族居多。当地土壤以黑泥沙土为主；主要河流有邦幸河、喂猪河、三岔河。1958年，境内建造油竹坝水库，属小（一）型水库，设计库容量220万立方米。

## 行政区划
小厂乡下辖小厂村、大邦幸村、龙塘村、友义村、勐竜村共5個行政村。

## 产业
当地以水稻种植为主，其他商品农业有茶叶、甘蔗、油菜居多。其中现存古茶树的总分布面积约800亩，主要分布在黑脑子村民小组和小厂村民小组。2020年开始，当地重点培养茶叶、猪养殖、烤烟、蘑菇等支柱产业。

## 交通
因小厂的街道是附近乡镇重要的集会场所，2009年底梁河县城通往小厂的柏油公路项目正式动工，2011年8月竣工。

## 文化教育
小厂乡境内的遗址古迹有文笔塔、红阳寺（梁河县文物保护单位）、龙抱树许氏祖墓等。